# Kaplansholmen
Kaplansholmen är ett naturreservat i Karlstads kommun. Holmen uppvisar en rad av de ytformer som är typiska för deltan såsom levéer, älvvallar, mittbankar, strömfåror och strandvallar. Kaplansholmens centrala delar är bevuxna med naturskogsartad björkdominerad lövskog och på marken breder stora mattor av björnmossa och revlummer ut sig och ger känslan av att man befinner sig i ett rum med en tjock grön matta och väggar av höga lövträd.  
Området avsattes som reservat 1992 i syfte att bevara en aktiv del av Klarälvens delta med dess flora och fauna samt viktiga geologiska värden. 